# カンプチア人民共和国

カンプチア人民共和国
（1979年-1989年）
カンボジア国
（1989年-1993年）
សាធារណរដ្ឋប្រជាមានិតកម្ពុជា（1979 ‐ 1989）
រដ្ឋកម្ពុជា（1989 ‐ 1993）

国歌: បទចម្រៀងនៃសាធារណរដ្ឋប្រជាមានិតកម្ពុជា（クメール語）
カンプチア人民共和国国歌
 

カンプチア人民共和国（カンプチアじんみんきょうわこく、People's Republic of Kampuchea / PRK）は、ベトナム軍によるカンボジア侵攻で民主カンプチア政権が崩壊した後、プノンペンに成立した国家。ベトナム軍の撤退とともにカンボジア国 (State of Cambodia / SOC) と改称した。

## 背景
カンボジアでのポル・ポト派の独裁による都市住民の地方農村部への強制移住や大量虐殺は、隣国ベトナムへの大量の難民流入をもたらしていた。さらにポル・ポト政権はバチュク村の虐殺などベトナム領内の村で大量殺戮を行い、ベトナム政府と対立するようになった。
ベトナムの支援によりカンボジアの難民は「カンプチア救国民族統一戦線」を発足させ、1978年12月25日ベトナム軍とともにカンボジアに侵攻を開始、ポル・ポト政権は崩壊した。カンボジアの実質的な統治権を担うこととなった救国民族統一戦線はカンボジア人民革命党を再建し、1979年1月10日にヘン・サムリンを元首とする「カンプチア人民共和国」が成立した。

## 歴史

### 1979年 - 1989年
カンボジアはベトナム軍の力によって、ポル・ポト政権の恐怖政治からようやく解放されたが、親ベトナム国民と反ベトナム国民の対立は深刻なものとなった。1982年7月25日、ポル・ポト派は同じく反政府のシハヌーク派、ソン・サン派と三派連合「民主カンプチア連合政府（en）」を成立させた。国連で中華人民共和国とアメリカ合衆国や日本などは新政権（ヘン･サムリン政権）をベトナムの傀儡政権と見なして承認せず、ゲリラである民主カンプチア連合政府に国連の議席を維持させ続け、カンボジアの復興は立ち遅れた。ソ連が後ろ盾となったベトナムが支援するヘン・サムリン政権と、米中の支援する三派連合の間で続く内戦は、国際社会の代理戦争の様相を呈した。

カンプチア人民共和国 (1979-1981) 国章

カンボジア国 (1989-1993) 国旗

カンボジア国 (1989-1993) 国章

1987年から冷戦構造が解消しソ連の改革が進むと（ただしソ連は1991年に崩壊）、中国とベトナムとの関係も改善に向かった。1987年12月フランスでヘン・サムリンとシハヌークの個人会談、1988年7月にはジャカルタで初めてヘン・サムリン政権と三派との間での会談がもたれた。

### 1989年 - 1993年
1989年、カンプチア人民共和国は「カンボジア国」と改称して国旗、国歌と軍旗を変更、9月にはベトナム軍が完全に撤退した。1990年9月にはシハヌークを議長とし、ヘン・サムリン政権6名、ソン・サン派2名、シハヌーク派1名、ポル・ポト派2名から成る「カンボジア最高国民評議会 (SNC)」の設置と国連による和平案の受諾が決まった。1991年10月23日、UNTACの設置をうたった「カンボジア紛争の包括的な政治解決に関する協定」（パリ和平協定）が紛争当事者4派と関係18か国により調印された。
UNTACの統治の下では、SNCはカンボジア唯一の合法機関とされたものの助言に止まり、UNTACが実質的な政府の役割を果たした。ポル・ポト派のみが武装解除に応じず武力衝突が続いたものの、1993年5月に総選挙が行われ、1993年6月にカンボジア暫定国民政府が発足、9月にはシハヌークを国王、ラナリットが第一首相、フン・センを第二首相とするカンボジア王国が正式に発足した。